# Llívia
Llívia (en catalan : /ˈʎiβiə/ ; en espagnol : Llivia, /ˈʎiβja/) est une ville espagnole située en Cerdagne, dans la partie orientale des Pyrénées. Son territoire de 12,83 km2 présente la particularité d'être une enclave en France, dans le département des Pyrénées-Orientales. Elle fait partie de la province de Gérone et de la comarque de Basse-Cerdagne.

## Géographie

### Localisation
Llívia est située sur une plaine d'altitude du versant sud du massif montagneux des Pyrénées. L’altitude du territoire varie d'environ 1 200 m au bord du Sègre à 1 578 m au nord en direction du pic des Mauroux.
Le territoire de Llívia prend la forme d'un « L » épais, sur une superficie de 12,92 km2 ; il rassemblait 1 589 habitants en 2009 répartis en trois agglomérations :
- la ville principale de Llívia au centre de l’enclave au bord du Sègre et en face de la commune française d’Estavar ;
- le hameau de Cereja au nord ;
- le hameau de Gorguja au sud-est, baigné par un petit affluent du Sègre.

### Communes limitrophes
Les communes limitrophes sont  Angoustrine-Villeneuve-des-Escaldes, Bourg-Madame, Estavar, Saillagouse, Sainte-Léocadie, Targasonne, Ur et Villeneuve-des-Escaldes.
|                                              | Targasonne (France)      |                      |
| Angoustrine-Villeneuve-des-Escaldes (France) | Llívia,                  | Estavar (France)     |
| Ur (France), Bourg-Madame (France)           | Sainte-Léocadie (France) | Saillagouse (France) |

## Histoire

### Antiquité
D'après la mythologie grecque, Héraclès, revenant de l'île d'Érythie après avoir volé les taureaux de Géryon a choisi Llívia pour se reposer et y a construit une ville. Voilà pourquoi Héraclès préside les armoiries de la ville[réf. nécessaire]. La légende ajoute qu’Héraclès ayant séduit Pyrène, celle-ci, désespérée de son départ, s'enfonça dans les forêts et fut tuée par des bêtes sauvages. De retour, Héraclès lui éleva un tombeau, dont on a fait les Pyrénées[réf. nécessaire].
On sait que vers 3000 av. J.-C., Llívia était peuplée. Son nom initial était Kerre (chaîne montagneuse, ou rocher) de ce mot vient Kerretania, Ceretania, Cerdagne. À Les Queres, on a trouvé des haches en pierre polie et d’autres outils néolithiques, ainsi que de la poterie. À la colline du château, on a trouvé des pièces de l’âge du bronze et à Les Feix de la Colomina à Dorres de la poterie du deuxième âge de fer cerdane. Llívia a été peuplée sans interruption dès la fin de l’Âge de Fer[réf. nécessaire].
Vers 200 av. J.-C., après la deuxième guerre punique, les Romains progressent par la vallée de la Têt et arrivent en Cerdagne. Ils s’installent dans cette ville ancienne et importante, qui était à cette époque placée dans une colline très stratégique proche d'aquae calidae (eaux thermales)[réf. nécessaire].
Un castrum (camp fortifié romain) a été construit et, par conséquent, l’ancienne Kerre est devenue la capitale de la Ceratania. Jules César la nomme alors Iulia Lybica et lui offre le droit latin, privilège réservé à un nombre réduit de villes. Devenue municipe, la ville était alors administrée par les mêmes lois que Rome et n'était donc pas traitée comme une simple possession conquise ; ses habitants reçurent les droits civils de citoyens romains. Le nom de la ville serait lié à l’impératrice romaine Livie, épouse d’Auguste et mère par un mariage précédent de Tibère[réf. nécessaire].
En 116, la ville est détruite par une émeute[réf. nécessaire].
L'empereur Hadrien, entre 117 et 138, envoie une colonie pour repeupler et restaurer la ville sous sa protection.
Lors de diverses fouilles, on y a trouvé des monnaies allant de l’époque de Jules César à celle de Septime Sévère, des poteries, des céramiques sigillées, des silos, des pièces au sol en opus testaceum et opus tessellatum, des mosaïques, une nécropole, la structure probable d’un temple… qui laissent à penser que Iulia Lybica était une ville importante[réf. nécessaire].

### Moyen Âge
Le Castrum Libyae, encore capitale de la Cerdagne, est une place forte très importante au temps des Wisigoths. D’après l’histoire Rebellionis Pauli contre Wamba de Julien Toledo, au VIIe siècle a lieu à Llívia une émeute importante contre le pouvoir royal de Tolède. Les rebelles ont à leur tête le comte Pau, autoproclamé roi de la Septimanie et de la Tarraconensis ; il est appuyé par les autochtones et les Francs du roi mérovingien Childéric II.
En 672, le roi wisigoth d'Hispanie, Wamba, attaque et prend le château de Llívia.
En 719, la région est conquise par les musulmans. Llívia s’appelle alors Medinet-el-bab (la « ville de la porte »). La ville joue un rôle important, car elle commande la présence arabe dans la Cerdagne et permet l’entrée dans la Francie Occidentale dont les troupes musulmanes tentèrent la conquête en 721. Munuza Utaman Abu Nâsar (Mounouz), gouverneur musulman de la province pyrénéenne, choisit Llívia comme siège de son pouvoir dans l’émeute contre le pouvoir central de Cordoue en 730. C’est à Llívia que ce même Mounouz épouse Lampégie (désignée aussi sous les noms de « Numérance » ou « Ménine »), fille de Eudes d'Aquitaine, duc de Vasconie. Leur fin fut tragique : Mounouz fut tué par ses coreligionnaires car ils se méfiaient de ses négociations avec les chrétiens, et Lampégie finit dans le harem du calife. Leur histoire inspira l’auteur catalan du XIXe siècle Victor Balaguer i Cirera et le musicien Déodat de Séverac.
En 731, le Castrum Lybiae fut fortifié à nouveau. En 759, Pépin le Bref reprend la Septimanie, le Roussillon et la Cerdagne aux musulmans. En 815, Llívia devient la résidence du comte Frédol de Cerdagne. En 839, le comte Sunifred, père de Guifred le Velu, qui a habité et gouverne la ville de Llívia, arrête l’invasion arabe près de Ribes de Freser.
En 1177, Alfons I fonde Puigcerdà, qui devient la capitale de la Cerdagne. Dépossédée du titre de capitale, Llívia conserve toutefois un intérêt militaire grâce à son château. En 1257, Jaume I le Conquérant accorde le droit de construire et d’habiter au bas du château, à condition de ne pas abandonner les maisons construites en haut de la colline. De 1276 à 1343, la Cerdagne passe dans les mains de son fils cadet Jaume II et fait partie du royaume de Majorque.
Pendant le règne de Pierre IV le Cérémonieux, le viguier de Cerdagne, d’après une disposition royale de 1351, continue d’habiter le château de Llívia même si elle n’est plus la capitale de la Cerdagne.
Au XIVe siècle, le château change de mains régulièrement. Il appartient en 1345 à Guillem de So ; en 1347 à Bernat de So, comte d’Evol, fils de Guillem de So ; en 1360, à Pierre de Baioles ; en 1362, à Pons Descallar. En 1359, on dénombre dans le village 21 feux (105 habitants environ).
Au XVe siècle, l'histoire de Llívia est marquée par les conflits entre la France et l'Aragon. En 1462, à la suite du traité de Bayonne, le Roussillon est administré par la France et les troupes montent en Cerdagne. En 1463, la révolte en Catalogne amena Louis XI à annexer le Roussillon et la Cerdagne et à nommer Jean de Foix lieutenant du roi. De 1471 à 1491, ces deux provinces sont administrées par Boffille de Juge, chambellan de Louis XI. En 1472, Jean II d'Aragon tente de les récupérer, sans succès.
En 1473, les Français sont chassés par la population de Llívia, mais les troupes de Louis XI attaquent à nouveau et reprennent la ville en 1474. En 1479, Louis XI, ayant acheté le château de Llívia à la famille Descallar, le détruit, afin de garder ouverte l’entrée vers les royaumes espagnols en cas de guerre.
En 1493, sous Charles VIII et par le traité de Barcelone, le Roussillon et la Cerdagne sont abandonnés à Ferdinand II d'Aragon et Llívia est rendue à la famille Descallar. Llívia, sans château et ayant perdu son titre de capitale, fut immédiatement mise sous protection royale. Jusqu'au XVIe siècle, Llívia est régie par un maire et un conseiller municipal. Dans la seconde partie du XVIe siècle, les anciens privilèges ont été compilés au livre Ferrat, auquel d’autres textes, des XVIe et XVIIe siècles, ont été ajoutés.

### L'époque moderne
En 1528,, Charles Quint, empereur du Saint-Empire romain germanique et roi d’Espagne, accorde à Llívia le titre de ville.
Le 7 novembre 1659, par le traité des Pyrénées, Luis de Haro et le Cardinal Mazarin décident de la division. La France annexe le comté de Roussillon, les pays de Vallespir, de Conflent et de Capcir et les bourgs et villages de l'est du comté de Cerdagne, Llívia étant convoitée par les deux couronnes. Le 22 novembre 1660, le traité de Llivia est signé, laissant Llívia à l’Espagne. Pourtant, deux ans plus tard subsistaient encore des controverses.

### L'époque contemporaine

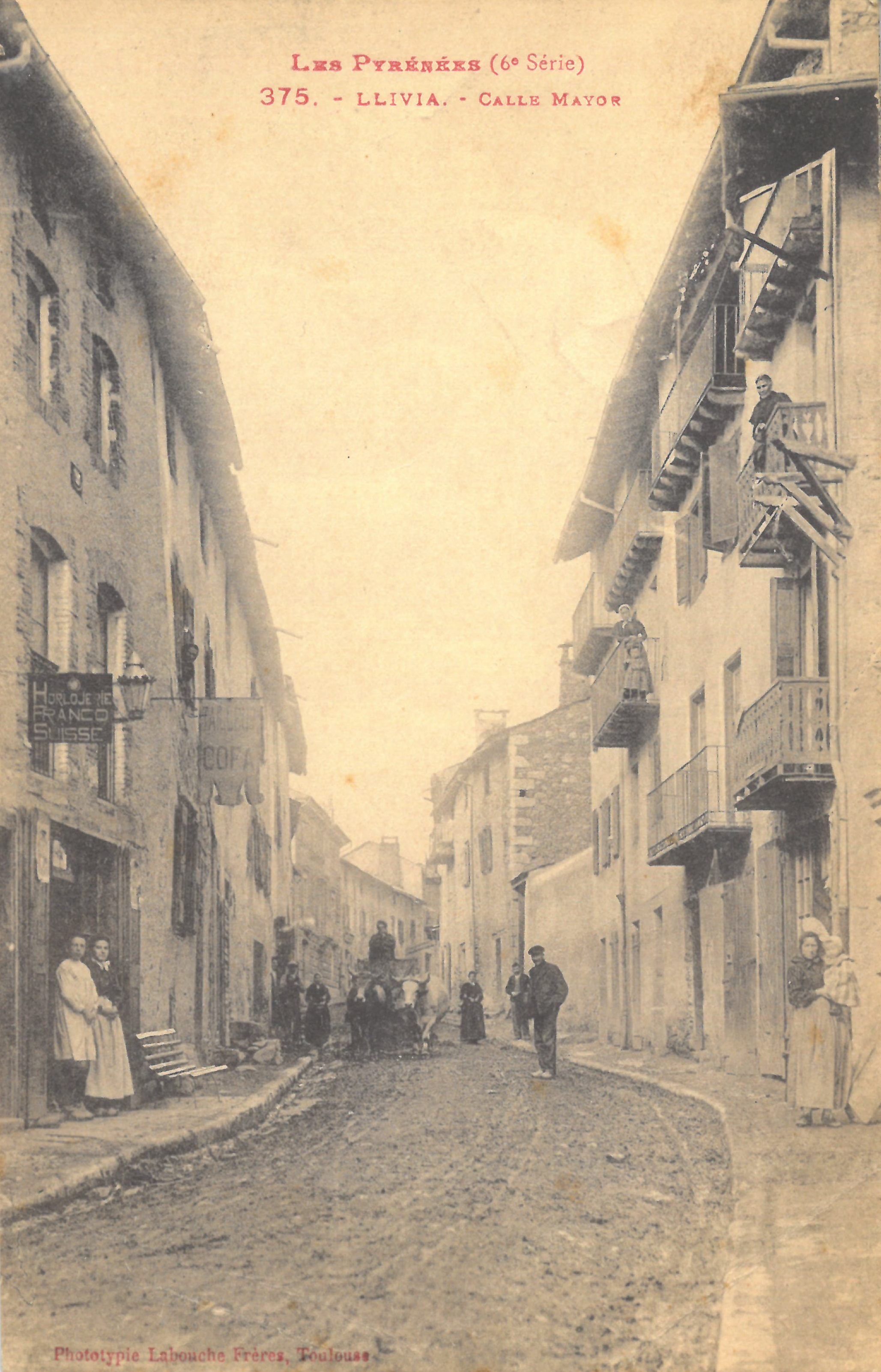
La rue principale (calle mayor) au début du XXe siècle.

Le 26 mai 1866, afin de clarifier le traité des Pyrénées signé en 1659, les Français et les Espagnols signent le traité de Bayonne, dont l’article 16 établit définitivement le périmètre de l’enclave, Miguel de Salba clamant que le traité parlait de villages et pas de villes. Llívia ayant été faite ville en 1528, elle fut conservée par l'Espagne et devint dès lors une enclave. Désormais, sur le terrain, une « route neutre » (sans contrôle douanier) de 4 km relie Llívia au territoire espagnol et à la ville de Puigcerdà. Cette situation a particulièrement favorisé le développement d'activités de contrebande.
Le 11 février 1939[réf. nécessaire], à la fin de la guerre civile espagnole, les autorités nationalistes demandent la permission aux autorités françaises d'occuper Llívia, ce qui est accepté par le gouvernement Daladier.
Jusqu'à l'ouverture des frontières en 1995, l'enclave de Llívia n'était reliée au reste de l'Espagne que par la « route neutre ». Depuis, cette route est nationale en Espagne, N-154, et départementale en France, D 68 et D 33c. L'enclave est aussi reliée à Estavar et à Saillagouse par Ro.

## Population et société

### Démographie

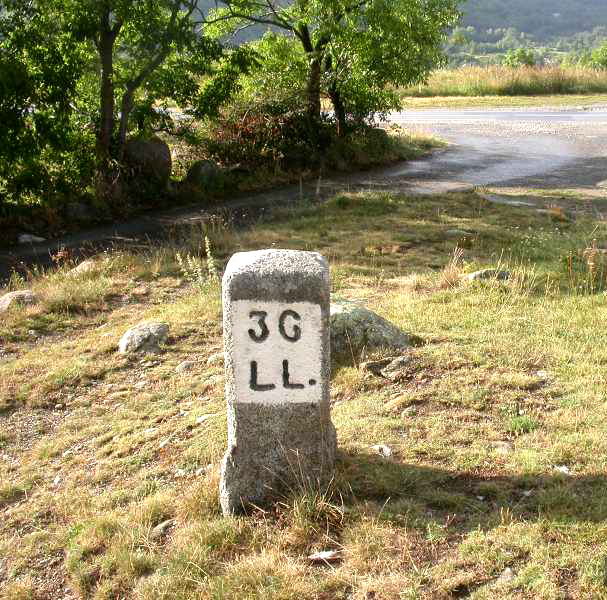
Une des bornes frontières franco-espagnoles de l'enclave de Llívia.

| Année | Population |
| ----- | ---------- |
| 1900  | 941        |
| 1930  | 743        |
| 1950  | 755        |
| 1970  | 856        |
| 2009  | 1 589      |
| 2011  | 1 665      |
| 2014  | 1 536      |

### Enseignement
Llívia a une école, Escola Jaume I. L'école a été construite dans les années 1950. À partir de 2016, une nouvelle école doit être construite avec un rez-de-chaussée de 500 m2 et un étage de 250 m2.

## Économie
Peu urbanisée, l’enclave pratique l’élevage de chevaux d’une ancienne race pyrénéenne.

## Culture locale et patrimoine

### Monuments et lieux touristiques

#### Le château
Le château était placé dans la partie supérieure de la colline et était constitué d'une enceinte formée d'une tour rectangulaire avec quatre tourelles circulaires (une à chaque angle) et une enceinte inférieure qui le ferme où habitait la population. À l’intérieur du premier, il y avait une pièce couverte par une voûte en berceau encore visible. Les remparts étaient renforcés par des tours rectangulaires aux flancs et par des tours circulaires aux angles. Les dates des pièces trouvées sont comprises entre les IXe et XVe siècles, moment où le château a été détruit par l’armée de Louis XI.
Llívia était habituée à être à l’abri du château et ne voulait pas perdre ses privilèges, notamment le droit de récollection. C’est pourquoi, pendant le XVIe siècle (1584-1585), la tour Bernat de So a été construite. Cette tour a été utilisée successivement comme prison, mairie (de 1835 à 1950) et musée de la pharmacie (depuis 1965),.

#### L’église Notre-Dame-des-Anges
L'église romane Notre-Dame-des-Anges accueille des peintures de Miquel Marrugat, disciple de Salvador Dalí et deux festivals de musique classique en août et décembre.
La construction de l’église Notre-Dame-des-Anges a commencé à la fin du XVIe siècle. Surmontée de trois tours typiques des forteresses (avec des ouvertures de défense), elle dispose de deux entrées, l’une plus petite, orientée au sud et la principale de style Renaissance avec un portail décoré de pièces en fer forgé.
À l’intérieur se trouve une nef centrale flanquée de cinq chapelles à chaque bas-côté. Elle est appuyée sur une nervure gothique et, aux clés, se trouve une image de Notre Dame des Anges, aux armoiries des Descallar, celle de la Catalogne et une référence au château.
Un des éléments artistiques les plus remarquables est le retable de l’autel, de style baroque de Navarre du XVIIIe siècle.

#### Pharmacie-musée
La pharmacie ouverte au XVe siècle est devenue un musée.

### Personnalités liées à la commune
- Du Moyen Âge, Llívia a gardé le souvenir de Lampégie, fille du duc Eudes d'Aquitaine et épouse du gouverneur Munuza, et son nom a été donné à plusieurs lieux de la ville[13].

## Galerie

L'église et la Montagne du Château.
Une maison au toit avec des lambrequins.
Plaça Major en 1994.
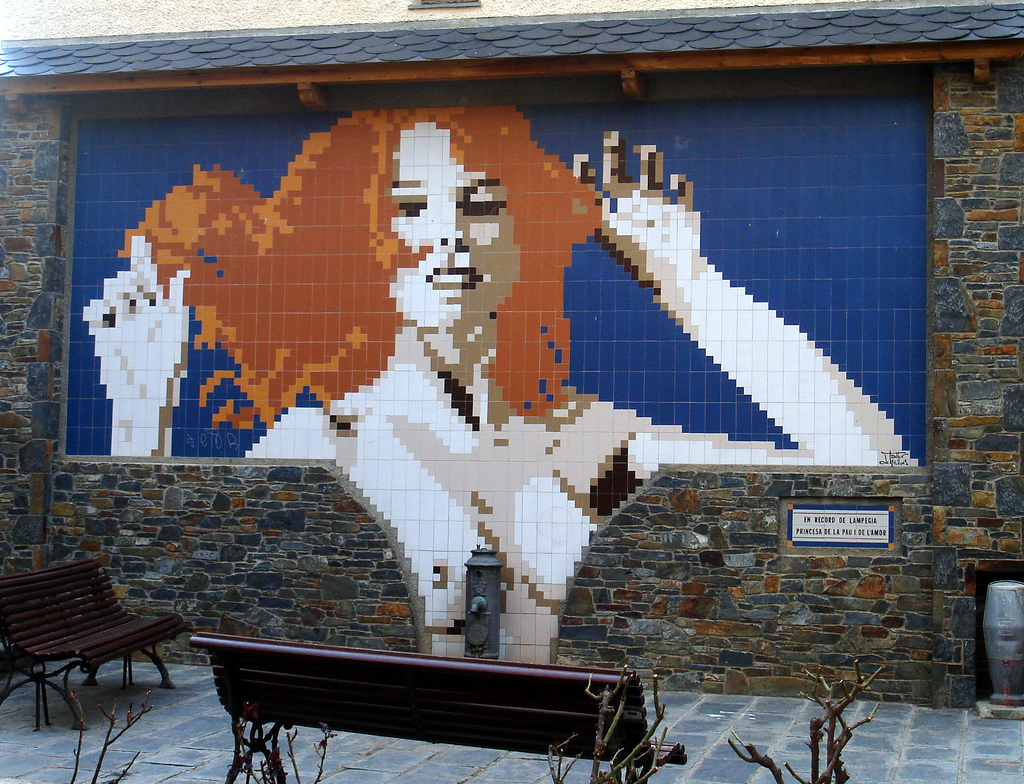
Représentation de Lampégie à Llívia.